# Bucculatrix frangulella
Bucculatrix frangulella är en fjärilsart som beskrevs av Göze. Bucculatrix frangulella ingår i släktet Bucculatrix och familjen kronmalar. Inga underarter finns listade i Catalogue of Life.

## Bildgalleri

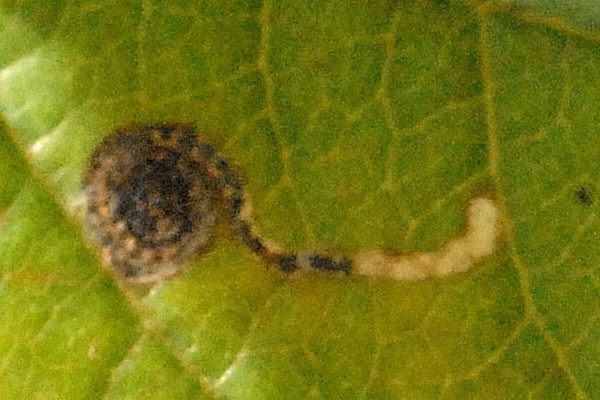
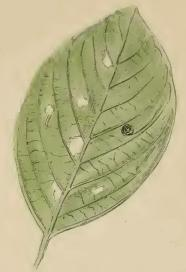
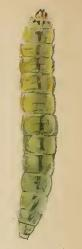
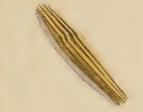